# Liste der Monuments historiques in Puligny-Montrachet
Die Liste der Monuments historiques in Puligny-Montrachet führt die Monuments historiques in der französischen Gemeinde Puligny-Montrachet auf.

## Liste der Immobilien
| Bezeichnung      | Beschreibung            | Standort                      | Kennzeichnung | Schutzstatus | Datum | Bild |
| ---------------- | ----------------------- | ----------------------------- | ------------- | ------------ | ----- | ---- |
| Kapelle St-Denis | aus dem 15. Jahrhundert | Blagny, Voie Communale (Lage) | PA00112602    | Inscrit      | 1984  |      |

## Liste der Objekte
| Bezeichnung                                         | Beschreibung | Standort                                                         | Kennzeichnung | Schutzstatus   | Datum | Bild           |
| --------------------------------------------------- | --- | ---------------------------------------------------------------- | ------------- | -------------- | ----- | -------------- |
| Gemälde Flucht nach Ägypten                         | Ölfarbe auf Leinwand, zweite Hälfte des 17. Jahrhunderts | Puligny-Montrachet, in der Kirche Assomption-de-la-Vierge (Lage) | PM21001814    | Classé         | 1988  |                |
| Adlerpult                                           | Eichenholz, Schmiedeeisen, zweite Hälfte des 16. Jahrhunderts | Puligny-Montrachet, in der Kirche Assomption-de-la-Vierge (Lage) | PM21001815    | Classé Inscrit | 1891  |                |
| Skulptur Heiliger Barbara                           | Kalkstein, grau gefasst, zweite Hälfte des 16. Jahrhunderts | Puligny-Montrachet, in der Kirche Assomption-de-la-Vierge (Lage) | PM21001817    | Classé         | 1913  |                |
| Altaraufbau Heiliges Grab                           | Kalkstein, bezeichnet 1539 | Puligny-Montrachet, in der Kirche Assomption-de-la-Vierge (Lage) | PM21001818    | Classé         | 1913  | weitere Bilder |
| Monstranz (1)                                       | Silber und Kupfer, vergoldet, zweite Hälfte des 18. Jahrhunderts | Puligny-Montrachet, in der Kirche Assomption-de-la-Vierge (Lage) | PM21001819    | Classé         | 1913  |                |
| Skulptur einer Heiligen mit Buch (1)                | Kalkstein, farbig gefasst, erste Hälfte des 16. Jahrhunderts | Puligny-Montrachet, in der Kirche Assomption-de-la-Vierge (Lage) | PM21001820    | Classé         | 1936  |                |
| Skulptur Unterweisung Mariens                       | Holz, farbig gefasst, 18. Jahrhundert | Puligny-Montrachet, in der Kirche Assomption-de-la-Vierge (Lage) | PM21001821    | Classé         | 1960  |                |
| Skulptur Heilige Katharina von Alexandrien          | Holz, farbig gefast, 17. Jahrhundert | Puligny-Montrachet, in der Kirche Assomption-de-la-Vierge (Lage) | PM21001822    | Classé         | 1960  |                |
| Skulptur einer Heiligen mit Drachen                 | Holz, farbig gefasst, 16. Jahrhundert | Puligny-Montrachet, in der Kirche Assomption-de-la-Vierge (Lage) | PM21001823    | Classé         | 1960  |                |
| Skulptur Heilige Margaretha                         | Holz, farbig gefasst, 17. Jahrhundert | Puligny-Montrachet, in der Kirche Assomption-de-la-Vierge (Lage) | PM21001824    | Classé         | 1960  |                |
| Skulptur einer Heiligen mit Buch (2)                | Eichenholz, farbig gefasst, 17. Jahrhundert | Puligny-Montrachet, in der Kirche Assomption-de-la-Vierge (Lage) | PM21001825    | Classé         | 1960  |                |
| Gemälde Heilige Familie                             | Ölfarbe auf Leinwand, 17. Jahrhundert; nach Anthonis van Dyck | Puligny-Montrachet, in der Kirche Assomption-de-la-Vierge (Lage) | PM21001826    | Classé         | 1960  |                |
| Gemälde Pietà                                       | Ölfarbe auf Leinwand, 17. Jahrhundert; nach Annibale Carracci | Puligny-Montrachet, in der Kirche Assomption-de-la-Vierge (Lage) | PM21001827    | Classé         | 1960  |                |
| Kelch                                               | Silber, vergoldet, zwischen 1681 und 1684 | Puligny-Montrachet, in der Kirche Assomption-de-la-Vierge (Lage) | PM21001828    | Classé         | 1976  |                |
| Patene                                              | Silber, vergoldet, zweite Hälfte des 17. Jahrhunderts | Puligny-Montrachet, in der Kirche Assomption-de-la-Vierge (Lage) | PM21002672    | Classé         | 1976  |                |
| Monstranz (2)                                       | Silber, zweite Hälfte des 18. Jahrhunderts | Puligny-Montrachet, in der Kirche Assomption-de-la-Vierge (Lage) | PM21002992    | Classé         | 1913  |                |
| Marienaltar                                         | rechter Seitenaltar; Altartisch, Retabel und Wandvertäfelung: Eichenholz, farbig gefasst und vergoldet, um 1850; Gemälde Stiftung des Rosenkranzes: Ölfarbe auf Leinwand, 17. Jahrhundert | Puligny-Montrachet, in der Kirche Assomption-de-la-Vierge (Lage) | PM21002992    | Inscrit        | 1981  |                |
| Grabstein für Charles de Mypont und Jeanne de Lugny | Kalkstein, bezeichnet 1515 | Puligny-Montrachet, in der Kirche Assomption-de-la-Vierge (Lage) | PM21001816    | Classé         | 1913  |                |
| Acht Kirchenfenster                                 | Buntglas, 19. Jahrhundert | Puligny-Montrachet, in der Kirche Assomption-de-la-Vierge (Lage) | PM21003720    | Inscrit        | 1981  | weitere Bilder |